# Shawn Levy

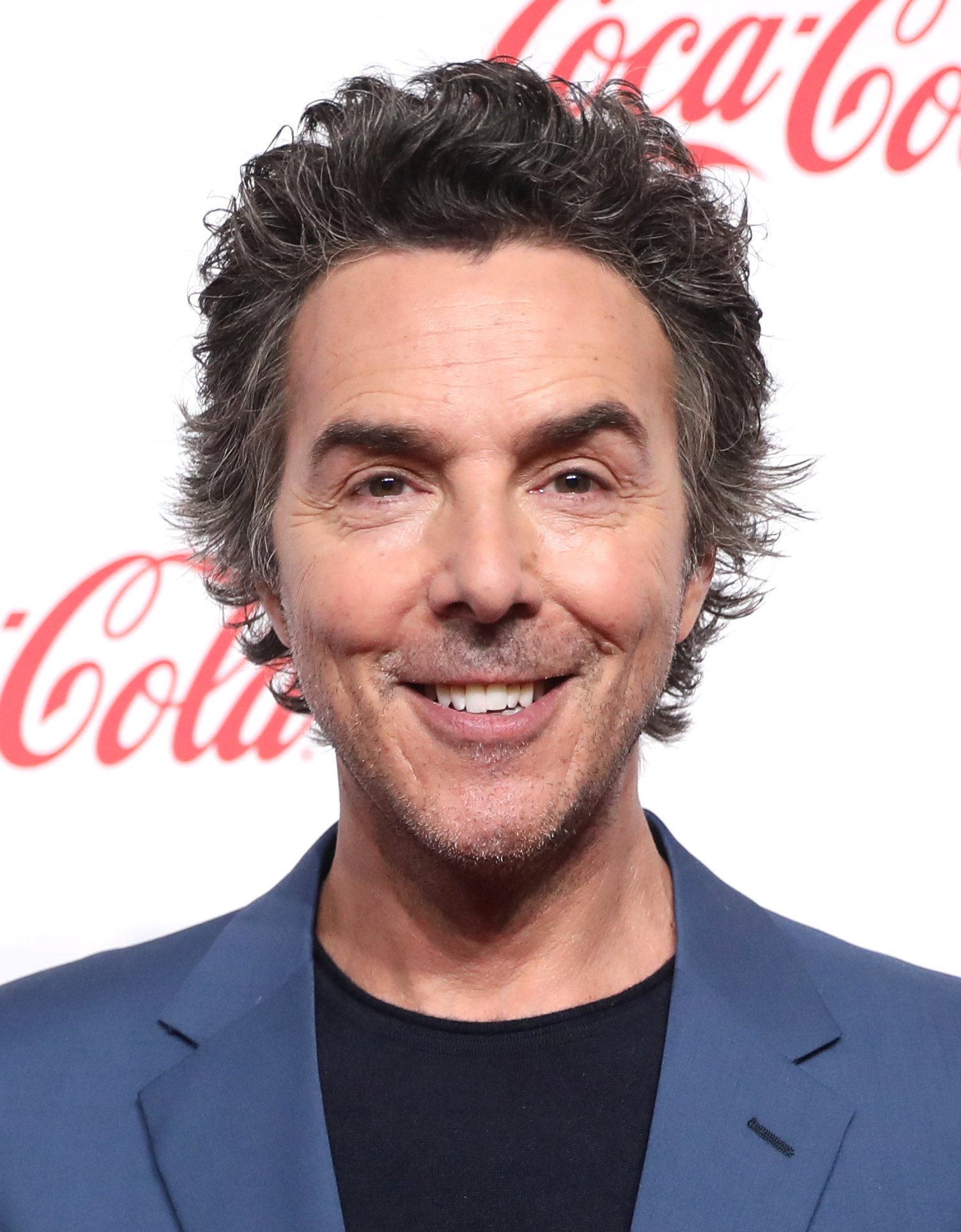
Shawn Levy (2024)

Shawn Adam Levy (* 1967 in Montreal, Québec) ist ein kanadisch-US-amerikanischer Film- und Fernsehregisseur, Schauspieler und Produzent.

## Werdegang
Levy schloss mit 20 Jahren sein Studium im Drama Department an der Yale University mit Auszeichnung ab. Nach dem Erststudium zog er nach Los Angeles um und startete dort nach dem Filmstudium an der USC seine Schauspieler- und Regiekarriere. Zuerst machte er mit mehreren Kurzfilmen auf sich aufmerksam und arbeitete dann unter Vertrag bei Nickelodeon und Disney Channel.
Seine ersten großen Auftritte hatte Levy in den Serien thirtysomething, Beverly Hills, 90210 und in dem Spielfilm Made in America (1993). Levys erster Regieerfolg war Lügen haben kurze Beine (2002). Es folgte die Komödie Voll verheiratet (2003). In den Komödien Im Dutzend billiger (2003) und Der rosarote Panther (2006) arbeitete er mit Steve Martin zusammen. Zuletzt saß er für die Filme Date Night – Gangster für eine Nacht (2010), Real Steel (2011), Prakti.com (2013) und Sieben verdammt lange Tage (2014) auf dem Regiestuhl. Ebenfalls 2014 wurde Nachts im Museum: Das geheimnisvolle Grabmal veröffentlicht, danach wandte er sich der Arbeit an Serien zu.
Seit 2005 betätigt sich Levy auch als Filmproduzent (Im Dutzend billiger 2 – Zwei Väter drehen durch, Nachts im Museum, Nachts im Museum 2, Love Vegas, Date Night – Gangster für eine Nacht, Real Steel, The Watch – Nachbarn der 3. Art und Sieben verdammt lange Tage). Seit 2016 ist Levy als Executive Producer bei Stranger Things tätig und hat zusätzlich bei insgesamt sechs Episoden Regie geführt.

## Filmografie (Auswahl)
Als Schauspieler
- 1987: Zombie Nightmare
- 1993: Made in America
- 2003: Im Dutzend billiger (Cheaper by the Dozen)

Als Regisseur
- 1996–1997: Was ist los mit Alex Mack? (The Secret World of Alex Mack, Fernsehserie, 6 Episoden)
- 1997: Post aus der Vergangenheit (Address Unknown)
- 1997: Just in Time
- 1997–1999: Lassie (Fernsehserie, 5 Episoden)
- 1998–1999: Animorphs (Fernsehserie, 5 Episoden)
- 1998–2001: Jett Jackson (The Famous Jett Jackson, Fernsehserie, 47 Episoden)
- 2001: Jett Jackson: The Movie (Fernsehfilm)
- 2002: Lügen haben kurze Beine (Big Fat Liar)
- 2003: Voll verheiratet (Just Married)
- 2003: Im Dutzend billiger (Cheaper by the Dozen)
- 2006: Der rosarote Panther (The Pink Panther)
- 2006: Nachts im Museum (Night at the Museum)
- 2009: Nachts im Museum 2 (Night at the Museum: Battle of the Smithsonian)
- 2010: Date Night – Gangster für eine Nacht (Date Night)
- 2011: Real Steel
- 2013: Prakti.com (The Internship)
- 2014: Sieben verdammt lange Tage (This Is Where I Leave You)
- 2014: Nachts im Museum: Das geheimnisvolle Grabmal (Night at the Museum: Secret of the Tomb)
- seit 2016: Stranger Things (Fernsehserie, 8 Episoden)
- 2021: Free Guy
- 2022: The Adam Project
- 2023: Alles Licht, das wir nicht sehen (All the Light We Cannot See, Miniserie)
- 2024: Deadpool & Wolverine

Als Produzent
- 2005: Im Dutzend billiger 2 – Zwei Väter drehen durch (Cheaper by the Dozen 2)
- 2006: Nachts im Museum (Night at the Museum)
- 2008: Love Vegas (What Happens in Vegas)
- 2009: Nachts im Museum 2 (Night at the Museum: Battle of the Smithsonian)
- 2010: Date Night – Gangster für eine Nacht (Date Night)
- 2011: Real Steel
- 2012: The Watch – Nachbarn der 3. Art (The Watch)
- 2013: Prakti.com (The Internship)
- 2013: The Spectacular Now – Perfekt ist jetzt (The Spectacular Now)
- 2014: Sieben verdammt lange Tage (This Is Where I Leave You)
- 2014: Nachts im Museum: Das geheimnisvolle Grabmal (Night at the Museum: Secret of the Tomb)
- 2016: Arrival
- 2016: Why Him?
- 2017: Table 19 – Liebe ist fehl am Platz (Table 19)
- 2017: Kodachrome
- 2018: The Darkest Minds – Die Überlebenden (The Darkest Minds)
- 2020: The Violent Heart
- 2020: Love and Monsters
- 2020: Dash & Lily
- 2021: Free Guy
- 2021: Jemand ist in deinem Haus (There’s Someone Inside Your House)
- 2022: Rosalinde (Rosaline)
- 2022: Nachts im Museum: Kahmunrah kehrt zurück (Night at the Museum: Kahmunrah Rises Again)
- 2023: The Boogeyman
- 2023: Crater
- 2024: Deadpool & Wolverine

Als Executive Producer
- seit 2016: Stranger Things (Fernsehserie)
- seit 2020: I Am Not Okay With This (Fernsehserie)

## Werke
- In On the Joke: The Original Queens of Standup Comedy. Doubleday, New York 2022, ISBN 978-0-385-54578-5.